# Geovanni Deiberson Maurício
Geovanni Deiberson Maurício Gómez, ismertebb nevén egyszerűen Geovanni (Acaiaca, Brazília, 1980. január 11.) brazil labdarúgó. Középpályásként és csatárként is bevethető.

## Pályafutása

### Cruzeiro, Barcelona és Benfica
Geovanni 1997-ben, a Cruzeiróban kezdte pályafutását és a szakértők hamar Brazília egyik legnagyobb tehetségeként kezdték emlegetni. 18 éves korában kölcsönadták az Américának, ahol jó teljesítményt nyújtott, 25 meccsen 4 gólt szerzett. Visszatérése után alapembere lett a Cruzeirónak.
2001-ben 18 millió euróért leigazolta az FC Barcelona, ahol nem jutott túl sok lehetőséghez, de továbbra is jó képességű, technikás játékosnak tartották világszerte. 2003-ban 11 millió euróért a Benficához szerződött. A portugál klubban hat évet töltött el, ami alatt 101 mérkőzésen 17 gólt szerzett. Ezután visszatért a Cruzeiróhoz.

### Manchester City
Geovanni 2007 nyarán próbajátékon vett részt a Portsmouth-nál, de végül a Manchester Cityhez igazolt. Július 17-én egyéves szerződést írt alá a klubbal. Már első tétmeccsén, a West Ham United ellen gólt szerzett, majd a rivális Manchester United kapujába is betalált, ezzel komoly szerepet vállalt a City tökéletes bajnoki rajtjában, mely során első három meccsét megnyerte a csapat. Ezt követően azonban mindössze egyszer, egy Wigan Athletic elleni találkozón volt eredményes. Nem hosszabbítottak vele a manchesteriek, így 2008 júliusában ingyen távozott.

### Hull City
2008. július 4-én átesett az orvosi vizsgálatokon a Hull Citynél, majd másnap szerződést kapott a klubtól. Augusztus 16-án, a Fulham ellen mutatkozott be és rögtön gólt lőtt. Szeptember 27-én távoli gólt szerzett az Arsenal ellen, ezzel hozzájárulva csapata 2-1-es győzelméhez. Egy héttel később egy távoli szabadrúgásból volt eredményes a Tottenham Hotspur ellen a White Hart Lane-en. Két héttel később ismét betalált, ezúttal a West Bromwich Albion ellen, majd november 1-jén egy büntetőt váltott gólra a Manchester United ellen 4-3-ra elveszített emlékezetes mérkőzésen. November 16-án korábbi csapata, a Manchester City ellen lőtt gólt. A 2008/09-es szezont a Hull gólkirályaként zárta, jó teljesítménye elismeréseként egy új, két évre szóló szerződést kapott.
Jól kezdte a 2009/10-es idényt, hét meccsen négy gólt szerzett, a Southend United, a Wolverhampton, a Liverpool és a Wigan kapujába is betalált. 2009. október 31-én, egy Burnley elleni mérkőzésen a játékvezető érvénytelenítette szabadrúgásból szerzett gólját, a sorfalban történő lökdösődés miatt, majd a meccs későbbi szakaszába piros lapot kapott.

### A válogatottban
Geovanni az U23-as brazil csapattal részt vett a 2000-es olimpián. A felnőtt válogatottban először, és máig utoljára, a 2001-es Copa América első meccsén, Mexikó ellen játszott. Brazília 1-0-ra kikapott.

## Sikerei, díjai

### Cruzeiro
- Recopa Sudamericana-győztes: 1998

### Benfica
- Portugál kupagyőztes: 2004
- Portugál bajnok: 2004/05
- Portugál szuperkupa-győztes: 2005

### Fordítás
Ez a szócikk részben vagy egészben  a   Geovanni Deiberson Maurício című angol Wikipédia-szócikk fordításán alapul.  Az eredeti cikk szerkesztőit annak laptörténete sorolja fel. Ez a jelzés csupán a megfogalmazás eredetét és a szerzői jogokat jelzi, nem szolgál a cikkben szereplő információk forrásmegjelöléseként.